# Marie-Claude Char
Pour les articles homonymes, voir Char.
Marie-Claude Char (née Marie-Claude Andrée Billet en 1943) est une éditrice française. Elle est la dernière compagne du poète René Char.

## Biographie
Marie-Claude Andrée Billet nait le 11 septembre 1943 à Neuilly-sur-Seine.
Elle épouse, le 10 avril 1967,  Michel Le Gouz de Saint Seine (1936-2011) dont elle divorce le 4 décembre 1986. 
Elle se remarie avec René Char en octobre 1987.
Elle travaille près de vingt ans aux éditions Gallimard, notamment en tant que directrice du service de presse, mais quitte cette maison en 1988, à la mort de René Char. Elle devient alors éditrice free lance. De plus, elle dirige des publications à l'imprimerie nationale dans le domaine des beaux livres et de la bibliophilie, tout en collaborant avec d'autres éditeurs tels Hachette, Quai Voltaire, ou encore NiL.
Marie-Claude Char participe par ailleurs à la diffusion de l'œuvre de son époux en établissant de nombreuses éditions. En outre, elle coscénarise, en 1997, René Char : 1907-1988, réalisé par Jacques Malaterre.
En 2007, elle publie chez Flammarion Pays de René Char, œuvre iconographique qui dévoile les liens entre les lieux chers à René Char et sa poésie.
En 2010, elle fonde, en collaboration avec Michèle Gazier, les éditions des Busclats,,.
Elle est administratrice de l'Association des amis de la Bibliothèque nationale de France.

## Distinctions
- Commandeur de la Légion d'honneur
- Grand officier de l'ordre national du Mérite (2019)[10]
  - Commandeur du 23 novembre 2011

### Œuvres
- Préface aux Poèmes de René Char, ill. A. Galperine, éd. La Terrasse de Gutenberg, 1987.
- René Char : faire du chemin avec, éditions Gallimard, 1992.
- Pays de René Char, éditions Flammarion, 2007.

### Éditions établies des œuvres de René Char
- La Sorgue et autres poèmes, Hachette, 1994.
- Dans l'atelier du poète, Gallimard, coll. « Quarto », 1996 ; nouvelle édition revue et corrigée en 2007.
- Le Marteau sans maître, Gallimard, coll. « Poésie », 2002.
- Lettera amorosa, Gallimard, coll. « Poésie », 2007.
- Le Trousseau de Moulin premier, La Table Ronde, 2009.
- Correspondance 1951-1954, éditions des Busclats, 2010[11].